# 피아노 소나타 20번 (베토벤)
《피아노 소나타 20번 사장조, 작품 번호 49-2》는 루트비히 판 베토벤에 의해 쓰인 피아노 소나타로, 두 개의 소나타, 작품 번호 49 세트의 두 번째 작품이다.

## 개요
두 개의 소나타, 작품 번호 49 세트는 장르 일련번호에 따른 전후의 작품과는 작곡 연대에서 크게 차이가 나고 있는 것을 확인할 수 있는데, 그 최초의 착상이 스케치장에 쓰인 것은 1795-96년 무렵의 일이었다. 완성 시기는 "작품 번호 49-2"인 《20번 소나타》가 1796년, "작품 번호 49-1"인 《19번 소나타》가 1797년으로 추정되고 있기 때문에, 두 개의 소나타 모두 《3번 소나타》 이후에 곧 쓰인 작품들로 볼 수 있다. 이렇게 시간이 많이 흐르고 난 뒤에 초기의 작품이 출판되고 있는 것은, 베토벤의 작품들에 관하여 출판 경영에서 큰 역할을 맡던 카스파(베토벤의 남동생)가 독단으로 출판사에 그 초기 작품의 악보들을 가져왔기 때문인 것으로 여겨진다. 두 개의 소나타의 초판본은 1805년 1월에 빈의 예술과 산업 상점 출판사를 통해 간행되었다
작품 번호 49 세트의 초판보에 붙어 있는 제목은 "두 개의 쉬운 소나타"("Deux Sonates Faciles")로, 모두 2악장제의 간소한 형식을 갖춘 탓에 종종 소나티네의 작품들로 여겨지곤 한다. 악보에는 헌사가 내걸려져 있지 않고, 작곡의 배경마저 명확하지 않지만, 아마도 제자를 위해 쓰인 것으로 여겨진다. 제목처럼 연주도 용이해서, 초보의 교재로 자주 거론되는 등 유명하다. 그러나 그 내용 면에서는, 격조 높은 예술 음악으로서의 모습이 확고히 완성되고 있다. 찰스 로젠은 두 개의 소나타에 관하여 기술적 도전이 부족하다는 점을 지적하면서도, "깊은 영향을 미치는 뛰어난 작품"이라고 말했다.

## 악장 구성
작품은 전2악장으로 구성되어 있다:
1. Allegro ma non troppo
2. Tempo di Menuetto

총 연주 소요 시간은 8분 정도이다.

### 제1악장. 알레그로 마 논 트로포
2/2 박자, 사장조, 소나타 형식.
당당한 주화음과 곡의 중요한 소재가 되는 셋잇단음표의 동기로 시작되는 제1주제로 막을 연다(악보1).
악보1
셋잇단음표에 의한 경과부에 이어 라장조의 가련한 제2주제가 연주된다(악보2). 3연음에 의한 패시지의 출현과 두 번째 주제의 악상은 악보1에서 이미 암시되어 있다
악보2
셋잇단음표의 음계가 상승, 하강을 반복하는 코데타를 거쳐 제시부는 닫힌다. 전개부는 라단조로 시작하여 짧은 시간 안에 가단조, 마단조로 조바꿈을 거듭한다. 재현부는 경과부가 약간 벌어진 형태로 나타나면서도 정형대로 진행되며 마지막에는 짜릿한 악장을 마친다.

### 제2악장. 템포 디 미뉴에트
3/4 박자, 사장조, 미뉴에트 풍의 론도 형식.
미뉴에트 풍의 론도 형식. 서두에 나오는 악보3의 주제는 자신의 칠중주, 작품 번호 20의 제3악장으로 전용되었다.
악보3
경과구를 거쳐 다음의 주제가 라장조로 간단하게 나온다(악보4).
악보4
음의 흐름이 점차 완만해지고 부점음표의 리듬이 나타나면 그대로 악보3의 첫머리로 연결된다. 이어지는 에피소드는 다장조로 당당하게 나온다(악보5).
악보5
론도 주제의 재현 뒤에는 간결한 코다가 놓여 있다. 덧붙여 원전판의 강약 기호는 전 악장을 통해서 제2악장에 피아니시모가 2개소 지시되어 있을 뿐이다.